# Robert Lucien Chapuis
Robert Lucien Chapuis MEP (* 4. April 1935 in Vescemont, Territoire de Belfort, Frankreich; † 8. März 2009) war Bischof von Mananjary in Madagaskar.

## Leben
Robert Lucien Chapuis trat der Ordensgemeinschaft der Pariser Mission (Société des Missions Etrangères de Paris) bei und empfing am 22. Dezember 1962 die Priesterweihe. Er war anschließend in der Mission tätig.
1968 wurde er von Papst Paul VI. zum ersten Bischof des Bistums Mananjary in der Provinz Fianarantsoa in Madagaskar ernannt. Die Bischofsweihe spendete ihm am 23. Juni 1968 Gilbert Ramanantoanina SJ, Erzbischof von Fianarantsoa; Mitkonsekratoren waren Jules-Joseph Puset PSS, Bischof von Tamatave, und Bernard Charles Ratsimamotoana MS, Bischof von Morondava.
Seinem Rücktrittsgesuch wurde am 29. Dezember 1973 durch Paul VI. stattgegeben.